# Río Warrah
El río Warrah (en inglés: Warrah River) es uno de los dos cursos de agua más grandes de la isla Gran Malvina, Islas Malvinas. Su nombre se debe a la palabra del inglés malvinense que proviene del guará, nombre dado por los gauchos malvinenses al extinto zorro malvinense. La última guará recibió un disparo en la isla en 1876. Es uno de los ríos más importantes de la isla, junto con el río Chartres.
Nace en el Monte Muffler Jack y Monte Robinson y corre por veinte kilómetros hacia el mar, desembocando en el Puerto del Río, frente a la isla del Río, al norte de la Gran Malvina. Es bastante popular para la pesca de trucha de mar y salmonete. Tiene un afluente principal, el Green Hills/Green Hill Stream. El río posee un recorrido corto, pero es ancho en su mayor parte. Las localidades más cercanas son Puerto Mitre y Chartres.